# Schweizer Platz (metrostation)
Schweizer Platz is een ondergronds station van de U-Bahn in Frankfurt am Main, het station ligt in het stadsdeel Sachsenhausen. De metrotreinen van de U-Bahn-lijnen U1, U2, U3 en U8 stoppen op dit station.